# Rottenburg am Neckar
Rottenburg am Neckar (do 10 czerwca 1964 Rottenburg) – miasto w Niemczech, w kraju związkowym Badenia-Wirtembergia, w rejencji Tybinga, w regionie Neckar-Alb, w powiecie Tybinga, siedziba wspólnoty administracyjnej Rottenburg am Neckar. Leży nad środkowym Neckarem, ok. 10 km na południowy zachód od Tybingi, przy drodze krajowej B28a.
Miasto od lat 70. XX wieku składa się z właściwego miasta (Kernstadt) i dołączonych do niego wówczas 17 gmin: Bad Niedernau, Baisingen, Bieringen, Dettingen, Eckenweiler, Ergenzingen, Frommenhausen, Hailfingen, Hemmendorf, Kiebingen, Obernau, Oberndorf, Schwalldorf, Seebronn, Weiler, Wendelsheim i Wurmlingen.

## Współpraca
Miejscowości partnerskie:
- Ablis, Francja (kontakty utrzymuje dzielnica Wendelsheim)
- Gols, Austria (kontakty utrzymuje dzielnica Ergenzingen)
- Lion-sur-Mer, Francja (kontakty utrzymuje dzielnica Kiebingen)
- Monostorapáti, Węgry (kontakty utrzymuje dzielnica Dettingen)
- Saint-Claude, Francja
- Yalova, Turcja
- Węgorzewo, Polska

## Sport
- TV Rottenburg – klub piłki siatkowej mężczyzn

## Zobacz też

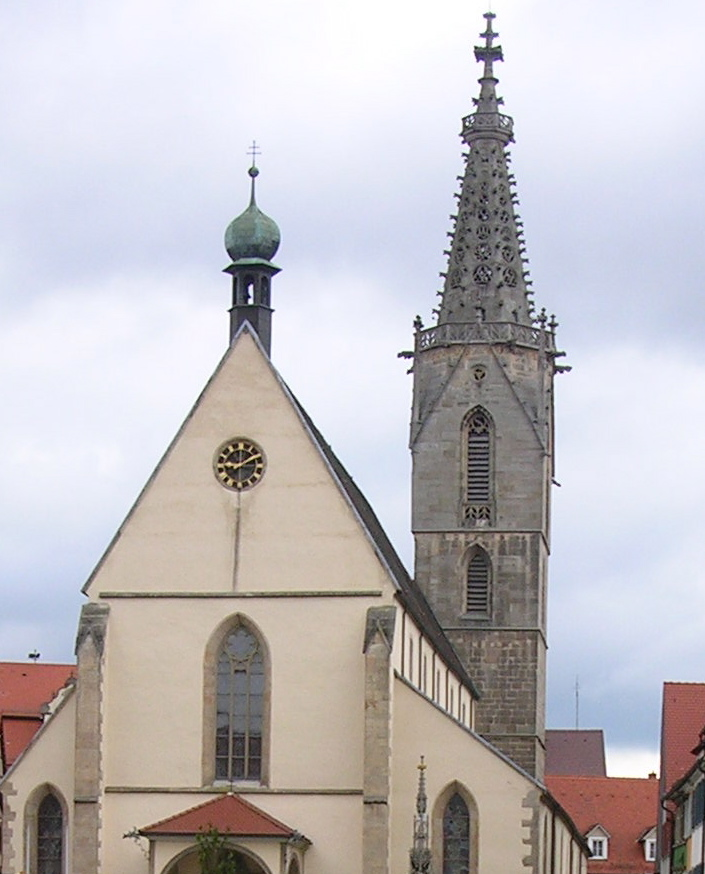
Katedra św. Marcina (St. Martin)

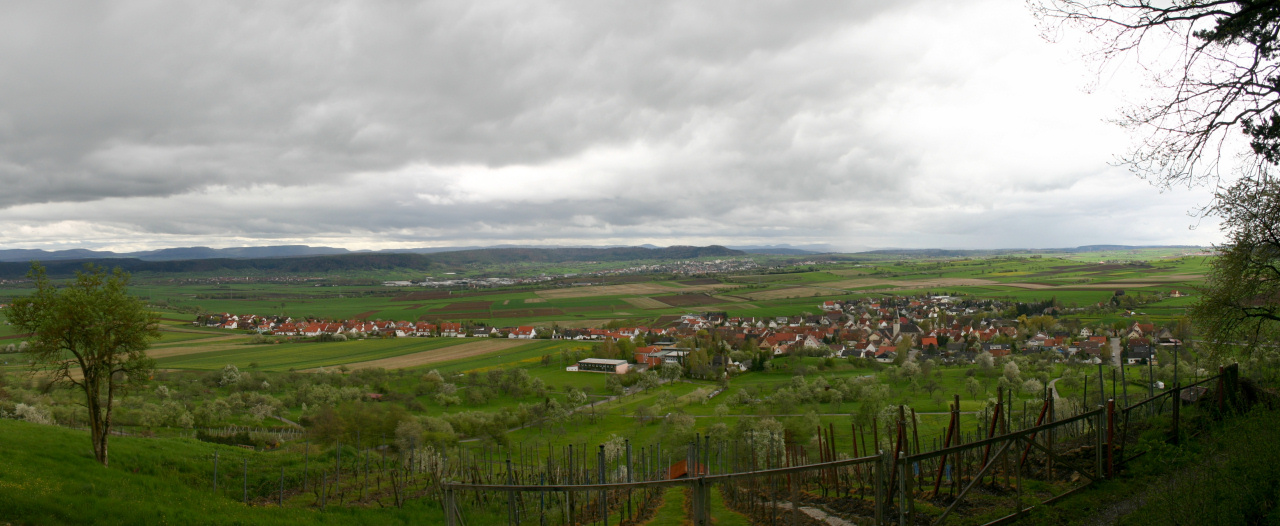
Dzielnica Wendelsheim